# Liu Jiakun
Liu Jiakun (chinesisch 劉家琨 / 刘家琨, Pinyin Liú Jiākūn; * 1. Januar 1956 in Chengdu) ist ein chinesischer Architekt und Autor. Er hat eine Gastprofessur an der Architekturabteilung der Chinesischen Zentralakademie der Bildenden Kunst inne. Im Jahr 2025 wurde ihm der Pritzker-Preis zuerkannt.

## Biografie
Weil er Zeichnen mochte, zog es Liu Jiakun zur Architektur. Zunächst wurde er mit 17 Jahren während der Kulturrevolution zur Umerziehung durch Arbeit aufs Land geschickt. 1982 schloss er am damaligen Institut für Architektur und Ingenieurwissenschaften in Chongqing ab und arbeitete am staatlichen Institut für Architektur und Forschung in Chengdu. 1984 zog er freiwillig ins tibetische Nagqu. Während dieser Zeit war Liu am Tag Architekt und nachts Autor und hätte fast seine Architektenkarriere aufgegeben. Beim Besuch einer Architektur-Ausstellung seines Studienkollegen Tang Hua 1993 im Kunstmuseum in Shanghai entdeckte Liu jedoch, wie er sich persönlich durch Architektur ausdrücken konnte und wie ihm dies den Zugang zum Leben der Menschen erlaube, um dieses besser zu verstehen.
1999 gründete Liu in Chengdu sein eigenes Architekturbüro. Die von Liu erstellten Gebäude fügen sich unauffällig in die Nachbarschaft ein. In das Museum über die Geschichte der Baijiu-Spirituose, das Liu 2013 erbaute, integrierte er eine 600 Jahre alte Brennerei. Ein Uhrenmuseum mit einer Reihe von Uhren über das Ende der Kulturrevolution baute er in einer großen, kreisförmigen Struktur, die das Licht durchlässt, das im Innern ein Band von Fotografien beleuchtet. Bei der Biennale di Venezia zeigte er 2015 eine Arkade aus Angelruten, befestigt in einem Sockel aus groben Baumstämmen.
Liu realisierte mehr als 30 Gebäude, darunter akademische Gebäude, kulturelle Einrichtungen und öffentliche Räume.

## Ausstellungen (Auswahl)
- 2008: 11. Architekturbiennale Venedig[3]
- 2016: 15. Architekturbiennale Venedig[3]
- 2017: Jetzt und hier: Chengdu, Aedes Architekturforum, Berlin[4]

## Ehrungen und Auszeichnungen (Auswahl)
- 2022: German Design Award 2022 – Gold für Suzhou Museum of Imperial Kiln Brick[5]
- 2025: Pritzker-Preis[1]

## Schriften
- Jiakun Architects. – 【家琨建筑】 Jiākūn Jiànzhù. In: Urban Environment Design (UED) – 《城市 环境 设计》 Chéngshì Huánjìng Shèjì. Band 138, 2022, ISSN 1672-9080.[6]
- Now and Here. – 《此时此地》 Cǐshí cǐdì. China Architecture & Building Press – 中国建筑工业出版社, Peking 2002, ISBN 7-112-05353-6.
- The Conception of Brightmoon – 《明月构想》 Míngyuè gòuxiǎng. Times Literature and Art Publishing House – 时代文艺出版社, Changchun 2014, ISBN 978-7-5387-4040-0.

## Galerie

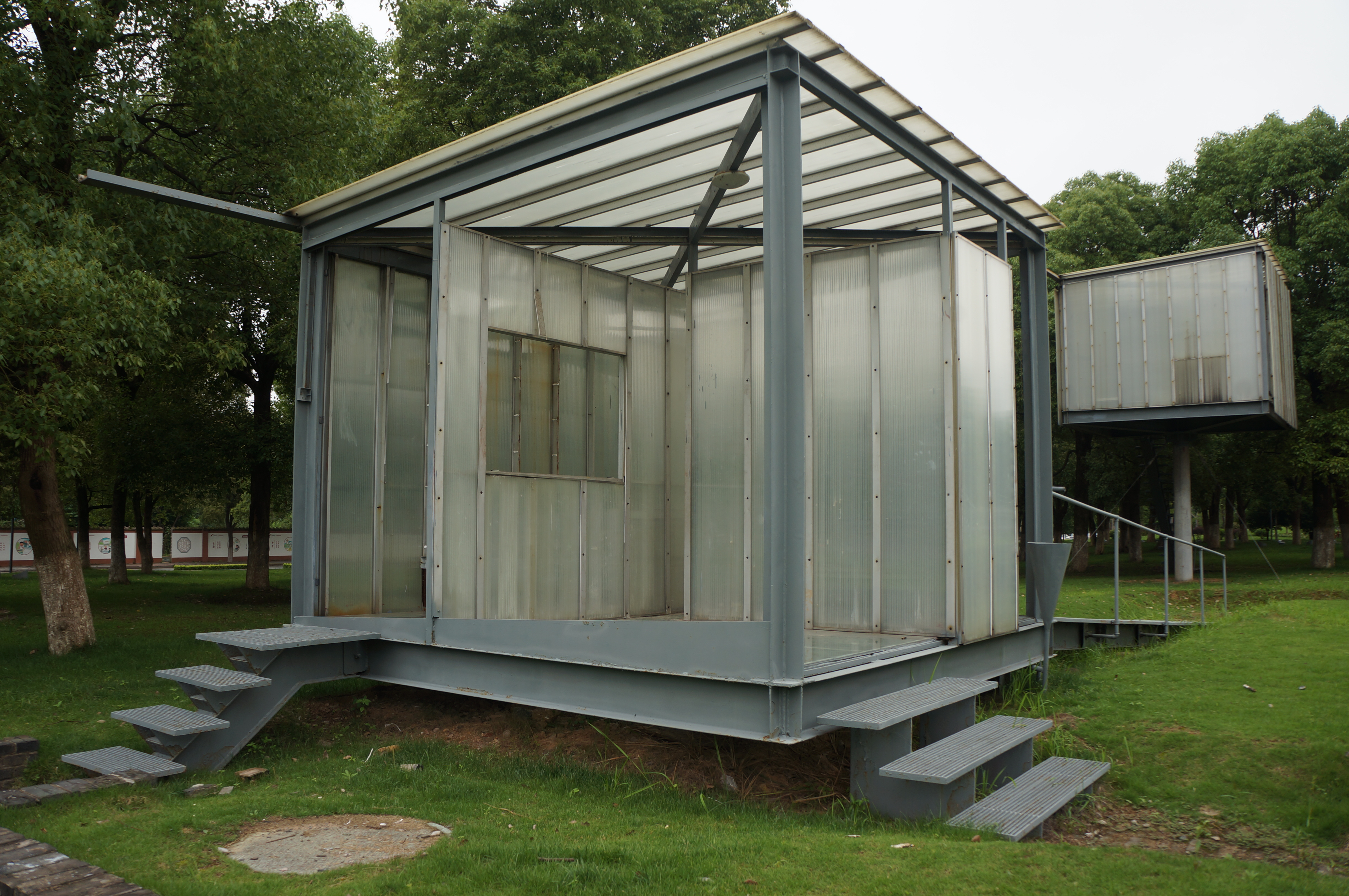
Teehaus im Jinhua Architektur- und Kunstpark (2002)
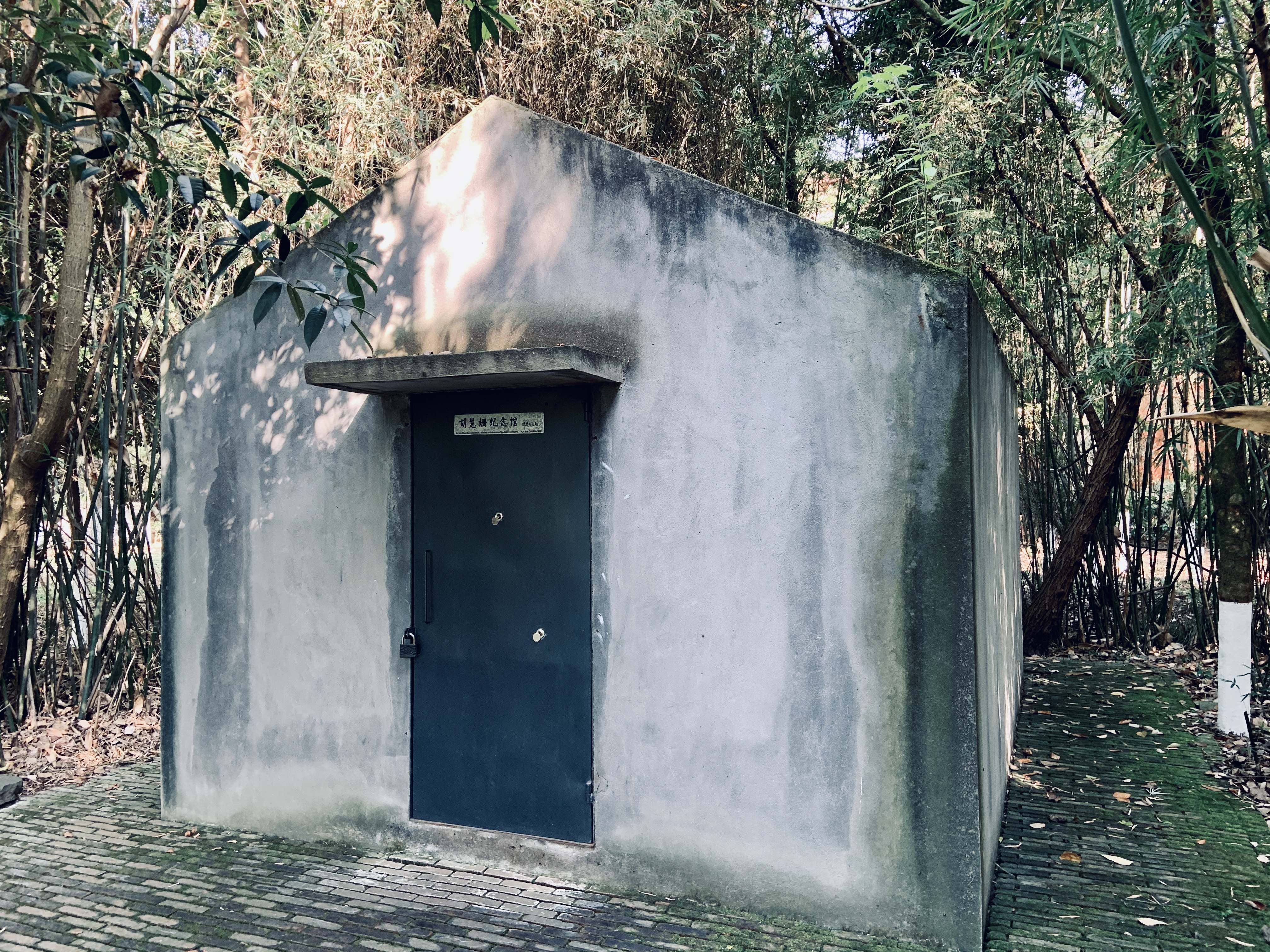
Hu Huishan Memorial Museum – 胡惠姗纪念馆 in Anren (2008)
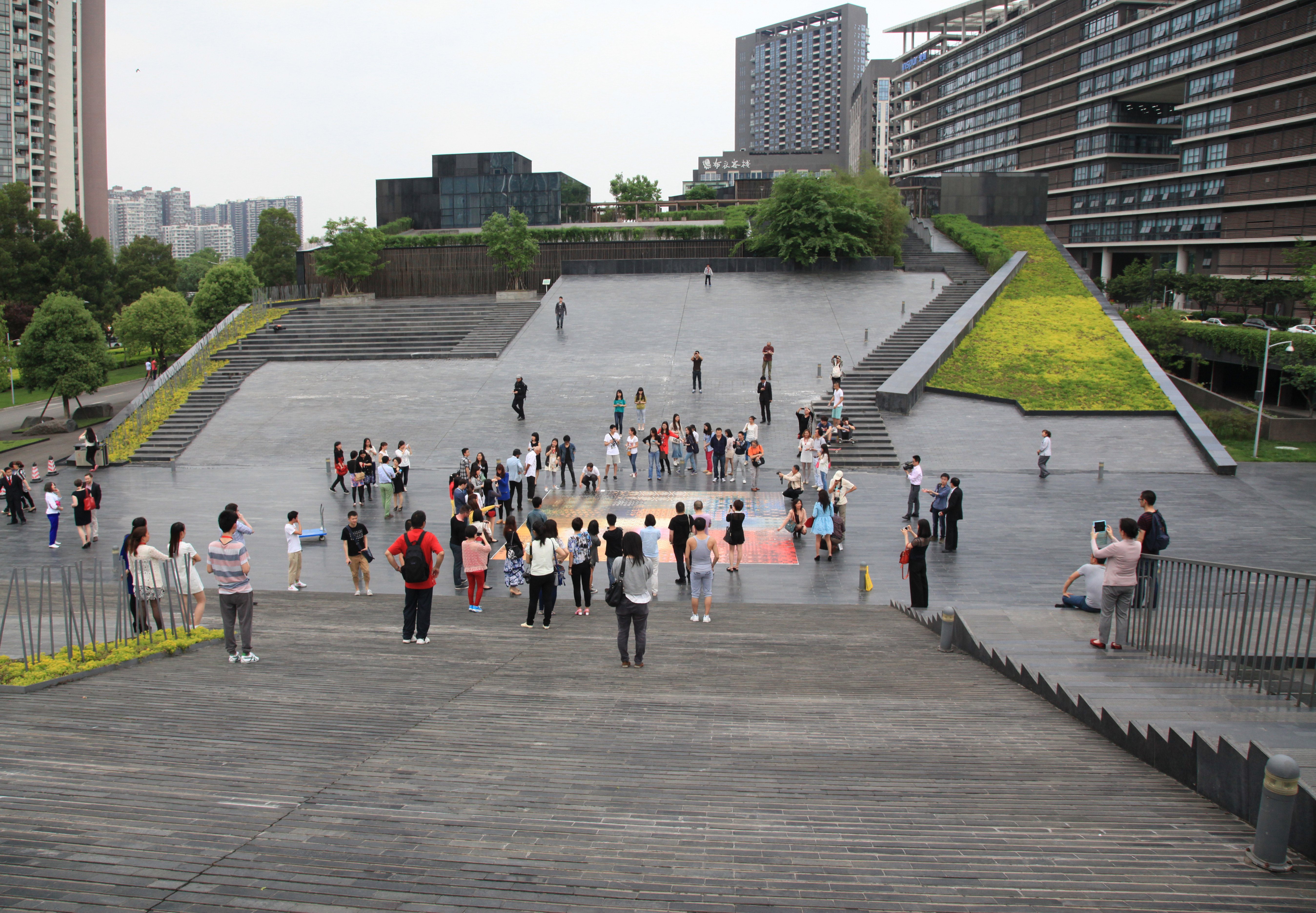
Museum of Contemporary Art in Chengdu (2011)
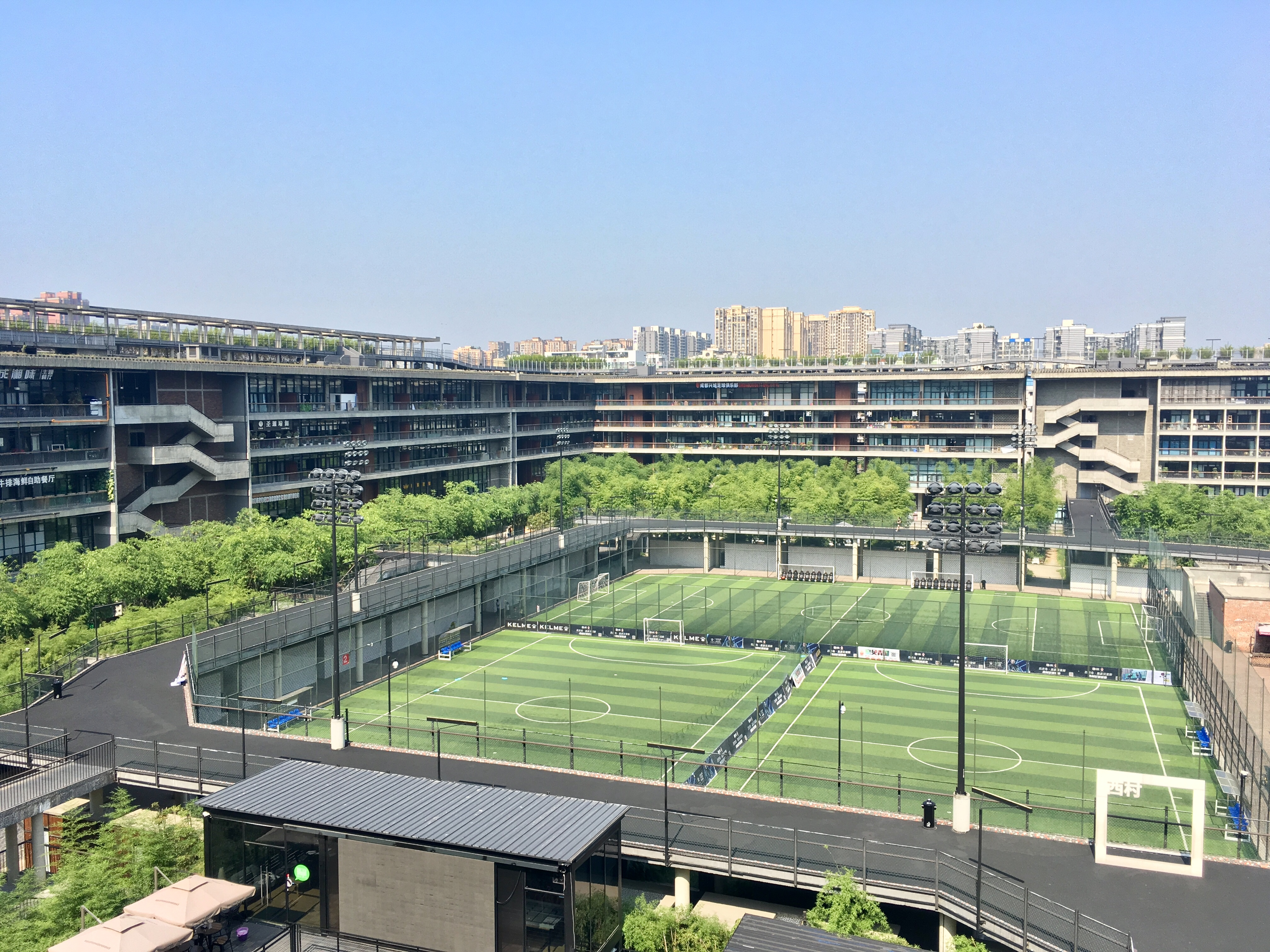
West Village in Chengdu – 成都西村 (2015)